# Umbrella Corps
Umbrella Corps — тактический шутер 2016 года, разработанный и изданный компанией Capcom. Выпущенный для Windows и PlayStation 4, он является спин-оффом серии Resident Evil, был выпущен по всему миру в июне 2016 года. Игра получила крайне негативные отзывы от критиков.

## Игровой процесс
Umbrella Corps — это соревновательный многопользовательский шутер с участием зомби. Игроки играют за наемников из двух разных корпораций, и им поручено сотрудничать со своими коллегами-наемниками, чтобы уничтожить всех враждебных игроков. Игроки могут выбрать игру от первого или от третьего лица.
Карты игры описываются как «компактные зоны боевых действий», которые имеют традиционные исторические темы и окружение Resident Evil. В игре представлены такие гаджеты, как полуавтоматические винтовки, дробовики, пистолеты, гранаты и взрывчатые вещества, а также необычное оружие ближнего боя, такое как боевые топоры Brainer. Чтобы эффективно перемещаться между картами, в игре есть перепрофилированное альпинистское снаряжение, а также «шипы местности», которые можно использовать для преодоления труднопроходимой местности. Игрокам на выбор доступны три класса: штурмовой, ближний и тактический. Каждый класс оснащен различным оружием.
Чтобы защитить себя от врагов, игроки могут прятаться за такими сооружениями, как стены. В игре есть система прикрытия под названием «аналоговое прикрытие», которая выделяет объекты, за которыми можно спрятаться, синим цветом. Игроки могут выглядывать из укрытия, чтобы атаковать врагов. Чем больше игроков высовывается из укрытия, тем выше точность их оружия. Чтобы уменьшить свою заметность для конкурентов, они могут выбрать положение приседания и лёжа. Однако эти действия приносят в жертву скорость передвижения. Боевой топор brainer также можно использовать для отражения атак врагов. Убитые игроки переходят в режим наблюдателя, в котором им открываются местоположения противников. Они не могут сражаться, но могут общаться с выжившими членами команды.
Карты игры кишат зомби. Игроки оснащены гаджетом под названием «Zombie Jammer», который заставляет зомби игнорировать их присутствие. Тем не менее, зомби всё равно будут нападать, если сами будут спровоцированы. Игроки могут отключить глушитель своего противника с помощью своего «Глушителя», который сделает их видимыми для зомби и, следовательно, заставит их иметь дело с большим количеством угроз. Зомби также могут быть схвачены игроками и использоваться в качестве щита. В игре также есть система прогрессии и кастомизации; однако большинство элементов кастомизации носят чисто косметический характер.
В игре нет основной кампании. Вместо этого в нем есть однопользовательский режим, известный как «Эксперимент». Это режим орды, который имеет 24 миссии и ставит перед игроками задачи сражаться с волнами врагов.

## Сюжет
Однопользовательская часть, «Эксперимент», разворачивается в 2012 и 2013 годах. Игра следует за агентом под кодовым названием 3А-7, работающий на возрождённую корпорацию Umbrella. Начальство посылает его на задания, чтобы опробовать новое оборудование, такое как глушитель зомби. Как только тестирование проходит успешно, его начальство пытается убить его, отправляя на более опасные задания. Эксперимент заканчивается тем, что 3А-7 преодолевает все трудности и переживает все миссии, пугая свое начальство.
Многопользовательская часть разворачивается в 2016 году, через три года после событий Resident Evil 6 и через 13 лет после краха корпорации Umbrella в 2003—2004 годах. Несмотря на то, что корпорация Umbrella была расформирована, большая часть ценной информации об исследованиях вирусного биоорганического оружия (BOW), оставшейся от их прошлых злонамеренных начинаний, все еще ждет своего открытия. В игре перечислены 10 конкурирующих организаций, использующих свои собственные специальные силы для восстановления потерянных исследований старой корпорации Umbrella: Suntech Samurai Co., Suntech Ninja Co., Medvedev, Sheng-Ya Pharmaceutical, Aeolus Edge East, Aeolus Edge West, Tenenti Inc., Saurian Corporation, Akembe Chemical и Rashid-Sahir. Сеттинг, которые напоминает места, которые были разрушены, такие как Особняк Спенсера и Раккун-Сити, объясняются как рекреационные в учебных целях.
Несколько корпораций лихорадочно желают завладеть разнообразными остатками и секретами Umbrella — особенно теми, которые связаны с их технологиями биологического оружия, поиск которого неизбежно приводит их к прямому конфликту с другими корпорациями, которые ищут то же самое. В результате эти глобальные корпорации посылают наемников в несколько мест, зараженных зомби, для поиска утерянных секретов Umbrella.

## Разработка
Игра была разработана студией Capcom в Осаке. Команда стремилась создать игру с концентрированным быстрым темпом боя и многопользовательским режимом. Вместо большой открытой карты, представленные в игре, обычно маленькие и плотные. Игра черпала вдохновение из шутеров в западном стиле для Windows. Название азиатской версии, Resident Evil: Umbrella Corps, было зарегистрировано Capcom 29 июля 2015 года. Официально игра была анонсирована на пресс-конференции Tokyo Game Show 2015, полтора месяца спустя. Это загружаемая игра, которая должна была быть выпущена для Windows и PlayStation 4 в мае 2016 года. Позже игра была перенесена на 21 июня 2016 года.

## Критика
| Сводный рейтинг    | Сводный рейтинг            |
| Агрегатор          | Оценка                     |
| ------------------ | -------------------------- |
| GameRankings       | (PS4) 38,47 % (PC) 36,60 % |
| Metacritic         | (PS4) 38/100 (PC) 36/100   |
| Иноязычные издания |                            |
| Издание            | Оценка                     |
| Destructoid        | 3/10                       |
| EGM                | 5,5/10                     |
| Famitsu            | 36/40                      |
| Game Informer      | 5/10                       |
| GameRevolution     | [ 27 ]                     |
| GameSpot           | 3/10                       |
| IGN                | 3,8/10                     |
| Polygon            | 3/10                       |
| VideoGamer         | 4/10                       |

Umbrella Corps получила «неблагоприятные» отзывы, согласно агрегатору обзоров видеоигр Metacritic. Боб Макки из Eurogamer пришел к выводу, что «всего чуть более недели спустя после релиза Umbrella Corps, по сути, мертва» на платформе PC, рассматривая старые и новые альтернативы, включая Overwatch и Left 4 Dead 2.
Реакция на игру была в целом негативной. На презентации критики сравнили игру с франшизой Call of Duty и собственной игрой Capcom Resident Evil: Operation Raccoon City, которая сама по себе получила неоднозначный прием. Энди Чок из PC Gamer посчитал, что игра слишком далеко отклонилась от франшизы, и посчитал ее бессмысленным дополнением к серии. Николас Тан из GameRevolution считал, что Umbrella Corps — это стандартный и универсальный шутер от первого лица со скином Resident Evil. Стивен Бернс из VideoGamer.com критиковал небольшой размер карт (которые он считал «в целом довольно скучными») и поле зрения. Он описал Umbrella Corps как «причудливую мешанину стилей и элементов, которые совершенно не сочетаются друг с другом» и очень дорогие «за слишком малое качество». Однако Майкл Маквертор из Polygon похвалил игру после того, как попробовал ее. Он добавил, что игра может предложить «быстрое» развлечение, несмотря на то, что она странная, и подумал, что она соответствует своей бюджетной цене. Некоторые обозреватели сказали, что игра совсем не похожа на игру Resident Evil. Вместе с тем, японское издание Famitsu оценило игру довольно высоко, присудив оценку 36 из 40 возможных баллов.

## Продажи
Летом 2018 года, благодаря уязвимости в защите Steam Web API, стало известно, что точное количество пользователей сервиса Steam, которые играли в игру хотя бы один раз, составляет 79 802 человека.